# خیابان چری (تورنتو)
خیابان چری (انگلیسی: Cherry Street) یک جاده شمال به جنوب در تورنتو، انتاریو، کانادا است. خیابان چری از طریق آبراه‌های پورت لندز توسط تنها دو پل بالابر تورنتو حمل می‌شود.